# Nonagria
Nonagria is een geslacht van vlinders van de familie Uilen (Noctuidae).

## Soorten
- N. agrapta Wileman & West, 1929
- N. albipuncta Bang-Haas, 1927
- N. connexa (Bethune-Baker, 1911)
- N. fumea Hampson, 1902
- N. grisescens Hampson, 1910
- N. hemicelaena Wileman & West, 1929
- N. interrogans Walker, 1856
- N. intestata Walker, 1856
- N. leucaneura Hampson, 1910
- N. lineosa Maassen, 1890
- N. monilis Maassen, 1890
- N. nexa Hübner, 1808
- N. ossea Guenée, 1852
- N. turpis Butler, 1879
- N. typhae

Lisdoddeboorder (Thunberg, 1784)